# Star Wars: The Clone Wars (Fernsehserie)/Episodenliste

Logo zur Serie

Diese Episodenliste enthält alle Episoden der US-amerikanischen Computeranimationsserie Star Wars: The Clone Wars, sortiert nach der US-amerikanischen Erstausstrahlung. Zwischen 2008 und 2014 entstanden neben dem gleichnamigen Film eine Fernsehserie mit sechs Staffeln und insgesamt 121 Episoden mit einer Länge von jeweils etwa 21 Minuten. Für 2020 wurden 12 weitere Episoden für eine siebte und finale Staffel bestätigt. Damit wurde die Serie mit 133 Episoden in sieben Staffeln, sowie mit einem Film, beendet.

## Übersicht
| Staffel | Episodenanzahl | Erstveröffentlichung USA | Erstveröffentlichung USA | Deutschsprachige Erstveröffentlichung | Deutschsprachige Erstveröffentlichung |
| Staffel | Episodenanzahl | Premiere                 | Finale                   | Premiere                              | Finale                                |
| ------- | -------------- | ------------------------ | ------------------------ | ------------------------------------- | ------------------------------------- |
| Film    | 1              | 15. Aug. 2008            | 15. Aug. 2008            | 14. Aug. 2008                         | 14. Aug. 2008                         |
| 1       | 22             | 3. Okt. 2008             | 20. Mär. 2009            | 23. Nov. 2008                         | 26. Apr. 2009                         |
| 2       | 22             | 2. Okt. 2009             | 30. Apr. 2010            | 8. Nov. 2009                          | 30. Okt. 2010                         |
| 3       | 22             | 17. Sep. 2010            | 26. Mär. 2011            | 8. Jan. 2011                          | 4. Juni 2011                          |
| 4       | 22             | 16. Sep. 2011            | 2. Mär. 2012             | 5. Mai 2012                           | 2. Nov. 2012                          |
| 5       | 20             | 29. Sep. 2012            | 2. Mär. 2013             | 1. Apr. 2013                          | 2. Nov. 2013                          |
| 6       | 13             | 7. Mär. 2014             | 7. Mär. 2014             | 15. Feb. 2014                         | 8. Mär. 2014                          |
| 7       | 12             | 21. Feb. 2020            | 4. Mai 2020              | 24. Mär. 2020                         | 4. Mai 2020                           |

## Film
| Nr. (ges.) | Nr. (St.) | Deutscher Titel | Originaltitel    | Zusammenfassung | Erstausstrahlung USA | Deutschsprachige Erstausstrahlung (D) |
| ---------- | --------- | --------------- | ---------------- | --- | -------------------- | ------------------------------------- |
| 1          | 1         | The Clone Wars  | The Clone Wars 1 | Nach der gewonnenen Schlacht von Christophsis sollen Obi-Wan Kenobi, Anakin Skywalker und sein neuer Padawan Ahsoka Tano nach Teth reisen, um Jabbas Sohn Rotta zu retten. Dabei laufen sie jedoch in eine Falle der Separatisten, die den Huttling mit Hilfe seines Onkels Ziro entführt haben. Auf dem Planeten Tatooine kann Anakin Jabba nach der Rettung Rottas davon überzeugen, die Republik im Krieg zu unterstützen. | 15. Aug. 2008        | 14. Aug. 2008                         |

## Staffel 1
Die Erstausstrahlung der ersten Staffel war vom 3. Oktober 2008 bis zum 20. März 2009 auf dem US-amerikanischen Kabelsender Cartoon Network zu sehen. Die deutschsprachige Erstausstrahlung sendete der deutsche Free-TV-Sender ProSieben vom 23. November 2008 bis zum 26. April 2009.
| Nr. (ges.) | Nr. (St.) | Deutscher Titel                | Originaltitel               | Zusammenfassung | Erstausstrahlung USA | Deutschsprachige Erstausstrahlung (D) |
| ---------- | --------- | ------------------------------ | --------------------------- | --- | -------------------- | ------------------------------------- |
| 1          | 1         | Der Hinterhalt                 | Ambush                      | Republik und Separatisten versuchen gleichermaßen, König Katuunko von Toydaria auf ihre Seite zu bringen. Zur Abwicklung dieses Handels schlägt Asajj Ventress, die Vertreterin der Separatisten, einen Wettkampf vor, in dem Meister Yoda und drei Klonsoldaten sich durch ein ganzes Droidenbataillon schlagen müssen. | 3. Okt. 2008         | 23. Nov. 2008                         |
| 2          | 2         | Der Angriff der Malevolence    | Rising Malevolence          | Die Separatisten nutzen eine neue Superwaffe, das Raumschiff Malevolence, um republikanische Flottengruppen einzeln zu vernichten. Die Flotte von Meister Plo Koon wird von der Waffe zerstört, jedoch können Plo Koon und einige Klonsoldaten in Rettungskapseln das Schiff verlassen. Während Droiden weitere Überlebende zwecks Geheimhaltung töten, begeben sich der Jedi Anakin Skywalker und seine Padawan Ahsoka Tano auf die Suche nach Meister Plo Koon.                                                                                                  | 3. Okt. 2008         | 30. Nov. 2008                         |
| 3          | 3         | Der Schatten der Malevolence   | Shadow of Malevolence       | General Grievous erhält den Auftrag, mit der Malevolence eine Lazarettstation der Republik anzugreifen. Zeitgleich macht sich Anakin mit einer Jägerstaffel auf, um die Malevolence zu vernichten. | 10. Okt. 2008        | 7. Dez. 2008                          |
| 4          | 4         | Die Zerstörung der Malevolence | Destroy Malevolence         | Die Malevolence wurde von den Republikanern schwer beschädigt, doch Senatorin Padmé Amidala wird von Count Dooku mit einem Trick an den Ort des Geschehens gelockt und ihr Schiff wird mit einem Traktorstrahl auf die Malevolence gezogen. Um sie zu retten, begeben sich Anakin und Meister Obi-Wan an Bord des riesigen Schiffes. | 17. Okt. 2008        | 14. Dez. 2008                         |
| 5          | 5         | Rekruten                       | Rookies                     | Auf einem Außenposten der Republik landet ein Sonderkommando der Droiden, um die dortige Beobachtungsstation für die Einleitung eines Angriffs auf Kamino zu besetzen. Einige Klonsoldaten können jedoch flüchten und müssen sich mit den Offizieren Rex und Cody zusammenschlagen, um die Republik zu warnen. Anmerkung: Diese Folge ist chronologisch zwischen der ersten und der zweiten Folge der dritten Staffel einzuordnen. | 24. Okt. 2008        | 21. Dez. 2008                         |
| 6          | 6         | Der Fall eines Droiden         | Downfall of a Droid         | Nach einer Schlacht wird Anakins Raumgleiter bei der Jagd auf Grievous schwer beschädigt. Er wird gerettet, aber R2-D2 ist nicht auffindbar. Da sich in R2s Speicher kriegswichtige Information befinden, beginnen Anakin und Ahsoka zusammen mit dem Astromech R3-S6 mit der Suche nach ihm, doch dieser neue Droide bringt Anakin immerwährend in verhängnisvolle Schwierigkeiten. | 7. Nov. 2008         | 28. Dez. 2008                         |
| 7          | 7         | Kampf der Droiden              | Duel of the Droids          | R2 wird auf eine geheime Abhörstation der Separatisten zu Grievous gebracht. Anakin, Ahsoka und einige Klonsoldaten machen sich auf, die Station zu zerstören. Allerdings haben sie mit R3-S6 einen Verräter in der Crew, der sein Bestes gibt, die Mission in eine tödliche Falle für die Jedi zu verwandeln. | 14. Nov. 2008        | 4. Jan. 2009                          |
| 8          | 8         | Superheftig Jedi               | Bombad Jedi                 | Senatorin Padmé Amidala begibt sich mit Jar Jar Binks und C-3PO auf eine Diplomatenmission nach Rodia, doch hat Senator Onakonda sich bereits den Separatisten angeschlossen, um seinem notleidenden Volk zu helfen. Padmé wird gefangen genommen, und durch einige Verwickelungen wird Jar Jar, der ihr zu Hilfe eilen will, ausgerechnet für einen Jedi gehalten! | 21. Nov. 2008        | 11. Jan. 2009                         |
| 9          | 9         | Im Mantel der Dunkelheit       | Cloak of Darkness           | Jedi-Meisterin Luminara und Ahsoka sollen den gefangenen Vizekönig Gunray zum Verhör nach Coruscant bringen. Count Dooku beauftragt Ventress mit dessen Befreiung. Luminara und Ahsoka ahnen zudem nicht, dass sie noch einen Verräter an Bord haben, der mit Ventress zusammenarbeitet… | 5. Dez. 2008         | 18. Jan. 2009                         |
| 10         | 10        | In den Fängen von Grievous     | Lair of Grievous            | Kit Fisto und sein früherer Padawan Nahdar Vebb werden nach Vassek entsandt, um dort den entflohenen Vizekönig Nute Gunray ein weiteres Mal zu verhaften. Doch dessen Versteck ist in Wirklichkeit das Hauptquartier von General Grievous, der sich Count Dooku, bei welchem er in Ungnade gefallen ist, wieder beweisen muss … | 12. Dez. 2008        | 25. Jan. 2009                         |
| 11         | 11        | Die Ergreifung des Count       | Dooku Captured              | Anakin und Obi-Wan infiltrieren ein separatistisches Schiff, um Count Dooku gefangen zu nehmen. Nach einer Verfolgung zu einem nahen Planeten wird Dooku jedoch von Weequay-Piraten gefangen genommen, und nun sollen Anakin und Obi-Wan eine Lösegeldaktion zwischen den Piraten und der Republik einleiten. | 2. Jan. 2009         | 1. Feb. 2009                          |
| 12         | 12        | Der Freikauf                   | The Gungan General          | Um seinen Profit zu erhöhen, hat sich der Anführer der Piraten, Hondo Ohnaka, entschlossen, auch Obi-Wan und Anakin von der Republik auslösen zu lassen, und steckt die beiden Jedi zusammen mit Dooku in eine Zelle. Während die drei Gefangenen in widerstrebender Kooperation zu flüchten versuchen, versucht ein Verräter in Hondos Mannschaft, das Lösegeld für sich selbst einzustreichen, was wiederum dazu führt, dass Jar Jar Binks, ein Mitglied der Auslöseexpedition, sein Bestes geben muss, um seinen Freunden zu Hilfe zu kommen.                   | 9. Jan. 2009         | 8. Feb. 2009                          |
| 13         | 13        | Die Bruchlandung               | Jedi Crash                  | Anakin, Ahsoka und die restliche Besatzung des Raumkreuzers Resolute kommen der Flotte von Aayla Secura zu Hilfe, welche von Streitkräften der Droiden attackiert wird. Als Anakin während der Flucht verletzt wird und Aayla, Bly, Rex, Anakin und Ahsoka mit einer Fregatte aufgrund eines Defektes auf Maridun abstürzen, kommen sie mit einer Lurmenkolonie in Kontakt, deren Anführer kein Interesse hat, sich in ihre Angelegenheiten einzumischen. | 15. Jan. 2009        | 16. Feb. 2009                         |
| 14         | 14        | Die Verteidiger des Friedens   | Defenders of Peace          | Der Separatisten-General Lok Durd kommt nach Maridun, um dort seine neueste Waffe zu testen, der alle biologischen Organismen mit einem Schuss vernichten kann. Die Jedi und die Klone versuchen, die Lurmen zu unterstützen, obwohl ihr Ältester starrköpfig auf ihre pazifistischen Traditionen beharrt. | 23. Jan. 2009        | 23. Feb. 2009                         |
| 15         | 15        | Der Übergriff                  | Trespass                    | Anakin, Obi-Wan und Captain Rex wurden von den Vertretern des Planeten Pantora auf die Eiswelt Orto Plutonia beordert, wo sie auf die primitiven Talz treffen, die nur in Frieden gelassen werden wollen. Der Starrsinn des pantoranischen Vorsitzenden Cho entfacht jedoch einen tödlichen Konflikt mit den Talz, und es liegt an der jungen Senatorin Chuchi, den Frieden zwischen den beiden Völkern wiederherzustellen. | 30. Jan. 2009        | 1. März 2009                          |
| 16         | 16        | Der unsichtbare Feind          | The Hidden Enemy            | Bei der Schlacht um Christophsis müssen Anakin und Obi-Wan feststellen, dass sie einen Spion in ihren Reihen haben – und dieser Spion befindet sich ausgerechnet inmitten ihrer eigenen Klonsoldaten. Anmerkung: Diese Episode ist eine chronologisch versetzte Einleitung zum Film Star Wars: The Clone Wars. | 6. Feb. 2009         | 22. März 2009                         |
| 17         | 17        | Das Virus                      | Blue Shadow Virus           | Auf dem Planeten Naboo haben die Separatisten ein geheimes Labor errichtet, wo der wahnsinnige Biologe Nuvo Vindi das tödliche Blauschattenvirus neu heranzüchtet. Anakin, Obi-Wan, Ahsoka, Padmé und Jar Jar setzen zum Sturm auf die Anlage an, um das Virus und den Doktor unschädlich zu machen. | 13. Feb. 2009        | 8. März 2009                          |
| 18         | 18        | Das Geheimnis der Monde        | Mystery of a Thousand Moons | Trotz der Bemühungen der Jedi und Klone wird das Blauschattenvirus im Labor freigesetzt. Während Padmé, Ahsoka, Jar Jar und die Klone, eingeschlossen im Labor, verzweifelt versuchen, die Ausbreitung des Virus an die Oberfläche zu verhindern, begeben sich Anakin und Obi-Wan in einen verzweifelten Wettlauf mit der Zeit zum Planeten Iego, um ein Gegenmittel für die Eingeschlossenen zu finden. Jedoch haben die Separatisten ein Lasersperrnetz über Iego errichtet, das jeden Versuch, den Planeten zu verlassen, zu einem Start in den Tod gestaltet … | 13. Feb. 2009        | 15. März 2009                         |
| 19         | 19        | Sturm über Ryloth              | Storm Over Ryloth           | Auf dem Planeten Ryloth wurde unter Führung von Techno-Union-Präsident Wat Tambor die gesamte Bevölkerung von den Separatisten als Geiseln genommen. Ahsoka, die zusammen mit Anakin die Blockade im Orbit des Planeten aufbrechen soll, trifft im Kampf falsche Entscheidungen und bringt damit beinahe Admiral Yularen und ihr Geschwader um. Anakin gibt ihr jedoch die Chance, ihren Fehler zu beheben. | 27. Feb. 2009        | 29. März 2009                         |
| 20         | 20        | Die Unschuldigen von Ryloth    | Innocents of Ryloth         | Obi-Wan Kenobi landet mit seinen Truppen auf Ryloth und muss feststellen, dass die gefangenen Bewohner als menschliche Schutzschilde bei den Geschützstellungen der Separatisten untergebracht wurden. Bei dem Versuch, die Geschütze ausfindig zu machen, treffen die Klone Waxer und Boil auf ein kleines Twi'lek-Mädchen namens Numa, und sie machen es sich zur Aufgabe, es vor den Separatisten zu beschützen. | 6. März 2009         | 5. Apr. 2009                          |
| 21         | 21        | Freiheit für Ryloth            | Liberty on Ryloth           | Mace Windu macht sich nach seiner Landung auf Ryloth auf den Weg, die Hauptstadt des Planeten zurückzuerobern. Doch seine Truppen werden auf dem Marsch durch separatistische Angriffe dezimiert, und er versucht daher, die Hilfe des Widerstandskämpfers Cham Syndulla zu gewinnen. | 13. März 2009        | 19. Apr. 2009                         |
| 22         | 22        | Das Geiseldrama                | Hostage Crisis              | Der Kopfgeldjäger Cad Bane und seine Bande besetzen den galaktischen Senat auf Coruscant und nehmen eine Gruppe von Senatoren, darunter Padmé und Bail Organa, als Geisel, um Ziro den Hutten aus dem Gefängnis freizupressen. Zufällig ist Anakin ebenfalls im Gebäude, doch da er Padmé zuvor sein Lichtschwert überlassen hat, gestaltet sich sein Befreiungsversuch als extrem schwierig. | 20. März 2009        | 26. Apr. 2009                         |

## Staffel 2: Rise of the Bounty Hunters
Die Erstausstrahlung der zweiten Staffel war vom 2. Oktober 2009 bis zum 30. April 2010 auf dem US-amerikanischen Kabelsender Cartoon Network zu sehen. Die deutschsprachige Erstausstrahlung der ersten zwölf Episoden sendete der deutsche Free-TV-Sender ProSieben vom 8. November 2009 bis zum 7. Februar 2010. Die restlichen Folgen sendete der deutsche Free-TV-Sender Kabel eins vom 4. September bis zum 30. Oktober 2010.
| Nr. (ges.) | Nr. (St.) | Deutscher Titel                | Originaltitel                | Zusammenfassung | Erstausstrahlung USA | Deutschsprachige Erstausstrahlung (D) |
| ---------- | --------- | ------------------------------ | ---------------------------- | --- | -------------------- | ------------------------------------- |
| 23         | 1         | Holocron-Raub                  | Holocron Heist               | Bei einem missglückten Einsatz auf Felucia lässt Ahsoka sich hinreißen und setzt dabei das Leben ihrer Männer aufs Spiel. Als Strafe dafür wird sie vom Schlachtfeld zur Wachpflicht in der Bibliothek des Jeditempels versetzt. Gleichzeitig jedoch wird Cad Bane von Darth Sidious angeheuert, ein Holocron mit vitalen Informationen aus einem extrem gesicherten Verlies der Bibliothek zu stehlen. | 2. Okt. 2009         | 8. Nov. 2009                          |
| 24         | 2         | Schicksalhafte Ladung          | Cargo of Doom                | Cad Bane hat es geschafft, in den Besitz des Holocrons zu kommen. Um an die Informationen darin zu kommen, muss er mit Hilfe von separatistischen Streitkräften den Jedimeister Bolla Ropal kidnappen. Da Bane seinen Gefangenen zu Tode folterte, beschließt er kurzerhand, einen anderen Jedi für seine Zwecke einzuspannen. Dass Anakin und Ahsoka gerade sein Schiff entern wollen, kommt ihm daher mehr als gelegen … | 2. Okt. 2009         | 15. Nov. 2009                         |
| 25         | 3         | Kinder der Macht               | Children of the Force        | Cad Bane gelingt es wieder, Anakin und Ahsoka praktisch vor ihrer Nase zu entkommen. Er wird wenig später gefasst, allerdings nicht bevor er zwei machtbegabte Kinder entführen und nach Mustafar bringen konnte, wo Darth Sidious sie für einen finsteren Zweck gefangenhält: Sich eine Armee von machtbegabten Agenten zu erschaffen, die seinem Willen untertan sind. | 15. Okt. 2009        | 22. Nov. 2009                         |
| 26         | 4         | Spion des Senats               | Senate Spy                   | Der Senator von Scipio, Rush Clovis, wird vom Jedirat verdächtigt, politische Informationen an die Separatisten zu verkaufen. Um ihren Verdacht zu bestätigen, beschließen die Jedi, ihrerseits einen Spion auf ihn anzusetzen – und wer eignet sich dafür besser als Padmè, welche Clovis schon seit langer Zeit auf mehr als professionelle Weise interessiert hat? Unglücklich ist nur, dass Anakin sich eigentlich auf einen Fronturlaub mit Padmè gefreut hat und vom Arrangement des Auftrags alles andere als begeistert ist – zumal sie die Mission direkt nach Neimoidia führt, einer Festung der Separatisten und Heimat ihres Erzfeindes Nute Gunray. | 16. Okt. 2009        | 6. Dez. 2009                          |
| 27         | 5         | Kampf und Wettkampf            | Landing at Point Rain        | Gemäß den Informationen, die Anakin und Padmè von Rush Clovis erbeuten konnten, leiten Anakin, Obi-Wan und Ki-Adi Mundi einen Angriff gegen eine neue Droidenfabrik auf Geonosis ein. Doch der Gegner hat sich auf ihre Ankunft vorbereitet, und der Angriff erfolgt unter schweren Verlusten. Voneinander abgeschnitten, müssen sich die drei Generäle jeden Meter ihres Weges zur Landungszone ohne Unterstützung vorankämpfen. | 4. Nov. 2009         | 13. Dez. 2009                         |
| 28         | 6         | Die Waffenfabrik               | Weapons Factory              | Gemeinsam mit Luminara Unduli und ihrem Padawan Barriss Offee versuchen Anakin und Ahsoka eine Droidenfabrik der Separatisten auf Geonosis anzugreifen. Während Anakin und Luminara die neuen Super-Panzer des Erzherzogs Poggle dem Geringeren ablenken, müssen die beiden Padawane sich durch die Katakomben in die Fabrik schleichen und den Reaktorkern zerstören. | 15. Nov. 2009        | 20. Dez. 2009                         |
| 29         | 7         | Vermächtnis des Terrors        | Legacy of Terror             | Da Luminara auf der Suche nach Herzog Poggle verschwindet, dringt eine Einheit Klonkrieger unter Anakin und Obi-Wan in den Progate-Tempel ein. Doch die Helden haben ein Problem: Die Wachen der Geonosierkönigin, die Luminara gefangenhält, sind schon längst tot … | 23. Nov. 2009        | 3. Jan. 2010                          |
| 30         | 8         | Gehirn-Parasiten               | Brain Invaders               | Klonkrieger Scythe wird von einem geonosischen Gehirn-Wurm infiziert und lässt die Tiere auf die medizinische Fregatte TB-73 los. Nur Ahsoka entgeht ihnen und muss nun einen Weg finden, die Würmer unschädlich zu machen, bevor sie sich weiter ausbreiten können. | 4. Dez. 2009         | 10. Jan. 2010                         |
| 31         | 9         | Grievous’ Hinterhalt           | Grievous Intrigue            | Da Grievous den Jedimeister Eeth Koth gefangen nehmen konnte, entsendet die Republik einen Kampfverband unter der Leitung von Anakin, Obi-Wan und Adi Gallia ins Saleucami-System. | 1. Jan. 2010         | 17. Jan. 2010                         |
| 32         | 10        | Der Deserteur                  | The Deserter                 | Nachdem Grievous im Kampf gegen die republikanischen Streitkräfte abgeschossen wurde, muss er auf Saleucami notlanden, dicht gefolgt von Obi-Wans Truppen. Während des Einsatzes wird Rex schwer verletzt und bei einem Farmer untergebracht, der sich als desertierter Klonsoldat entpuppt. | 1. Jan. 2010         | 24. Jan. 2010                         |
| 33         | 11        | Eine Lektion in Sachen Geduld  | Lightsaber Lost              | Während einer Razzia wird Ahsokas Lichtschwert gestohlen, weshalb sie die Hilfe des alten Jedi Tera Sinube annimmt, ihre Waffe wieder zu finden, bevor Unschuldige durch sie zu Schaden kommen. | 22. Jan. 2010        | 31. Jan. 2010                         |
| 34         | 12        | Verschwörung auf Mandalore     | The Mandalore Plot           | Da mandalorianische Söldner ein republikanisches Schiff angegriffen haben, ermittelt Obi-Wan auf Mandalore, wo er auf seine alte Bekannte Herzogin Satine Kryze trifft. Dabei kommt er der fundamentalistischen Terrorgruppe Death Watch auf die Spur, die sich Count Dooku angeschlossen haben, um die momentan friedfertige Regierung von Mandalore gewaltsam abzusetzen. | 29. Jan. 2010        | 7. Feb. 2010                          |
| 35         | 13        | Reise der Versuchung           | Voyage of Temptation         | Herzogin Satine reist mit Anakin und Obi-Wan nach Coruscant, um vor dem Senat über die Bedrohung durch Death Watch auszusagen. Allerdings greifen einige Attentäterdrohnen das Schiff an, und unter den mitreisenden Senatoren reist auch ein heimtückischer Verräter mit. | 5. März 2010         | 4. Sep. 2010                          |
| 36         | 14        | Die Herzogin von Mandalore     | Duchess of Mandalore         | Da Satine gegen Truppen auf Mandalore und so gegen die Pläne der Death Watch arbeitet, entsendet Vizsla einen Attentäter, um zu verhindern, dass ein Datenchip mit vitalen Informationen, die Satine von einem Freund erhalten hat, das Gehör des Senats erreicht. | 12. März 2010        | 11. Sep. 2010                         |
| 37         | 15        | Mord im Senat                  | Senate Murders               | Nachdem Senator Onaconda Farr unter mysteriösen Umständen ums Leben gekommen ist, machen sich Padmé Amidala und Bail Prestor Organa auf die Suche nach dem Verantwortlichen. Doch dabei müssen sie feststellen, dass sie womöglich einem Verräter in ihren eigenen Reihen auf der Spur sind … | 19. März 2010        | 18. Sep. 2010                         |
| 38         | 16        | Katz und Maus                  | Cat and Mouse                | Obi-Wan, Anakin und Admiral Yularen werden entsandt, um den Planeten Christophsis mit Verstärkung und Vorräten zu beliefern. Doch die Zeit rennt, als sie auf den totgeglaubten Separatisten-Admiral Trench treffen, dessen Flotte im Raum über Christophsis Stellung genommen hat; und ihre einzige Hoffnung gegen diesen skrupellosen Strategen ist ein einzelnes, kleines Tarnschiff. | 26. März 2010        | 25. Sep. 2010                         |
| 39         | 17        | Kopfgeldjäger                  | Bounty Hunters               | Obi-Wan, Anakin und Ahsoka stranden auf dem Planeten Felucia, wo sie sich mit einer Gruppe Kopfgeldjäger unter der Führung von Sugi zusammentun, um einen ansässigen Farmer vor einem alten Bekannten, dem Piratencaptain Hondo Ohnaka, zu schützen. Anmerkung: Diese Episode ist eine Hommage an den japanischen Film Die Sieben Samurai und dessen Regisseur Akira Kurosawa. | 2. Apr. 2010         | 9. Okt. 2010                          |
| 40         | 18        | Das Zillo-Biest                | The Zillo Beast              | Die Jedi setzen auf der umkämpften Welt Malastare ihre neue Waffe ein, um die Droidenarmee zu besiegen. Allerdings wird dadurch die Zillo-Bestie geweckt, ein uraltes, ausgestorben geglaubtes Riesenmonster. Während der Führer der Einheimischen, Doge Nakha Urus, versucht, das Tier zu töten, will Kanzler Palpatine das Tier wegen seiner undurchdringbaren Panzerung lebend einfangen. | 9. Apr. 2010         | 16. Okt. 2010                         |
| 41         | 19        | Das Zillo-Biest schlägt zurück | The Zillo Beast Strikes Back | Trotz aller Warnungen lässt der Kanzler die Zillo-Bestie nicht auf eine Outer Rim Welt bringen, sondern nach Coruscant. Als dort ihre Haut „geerntet“ werden soll, bricht die wütende Bestie aus und sucht nach ihrem Peiniger Palpatine. | 16. Apr. 2010        | 23. Okt. 2010                         |
| 42         | 20        | Tödliche Falle                 | Death Trap                   | Boba Fett hat sich als Klonkadett getarnt auf das Schiff von Mace Windu geschlichen, um Rache an ihm für den Tod seines Vaters zu nehmen. | 23. Apr. 2010        | 23. Okt. 2010                         |
| 43         | 21        | Komm’ nach Hause, R2           | R2 Come Home                 | Die Jedi Mace Windu und Anakin Skywalker untersuchen mit ihren Droiden das Wrack der Endurance auf Vanqor nach Überlebenden, doch auf der zerstörten Brücke des Schiffs geraten die beiden in eine Falle, durch die sie unter Trümmermassen begraben werden und sich nicht befreien können. Dazu brechen die Kopfgeldjäger um Boba Fett zum Wrack auf, um sich von Windus Tod zu überzeugen. Nun liegt es allein an R2-D2, seine hilflosen Freunden vor dem Tod zu bewahren. | 30. Apr. 2010        | 30. Okt. 2010                         |
| 44         | 22        | Auf Geiseljagd                 | Lethal Trackdown             | Die Kopfgeldjäger um Boba Fett versuchen den Jedi Mace Windu mit Geiseln von der Endurance dazu zu bringen, zu ihnen zu kommen. Da Windu aber nicht aktionsfähig ist, übernehmen es Plo Koon und Ahsoka, die Entführer aufzustöbern und die Geiseln aus ihrer Gewalt zu befreien. | 30. Apr. 2010        | 30. Okt. 2010                         |

## Staffel 3: Secrets Revealed
Die Erstausstrahlung der dritten Staffel war vom 17. September 2010 bis zum 1. April 2011 auf dem US-amerikanischen Kabelsender Cartoon Network zu sehen. Die deutschsprachige Erstausstrahlung sendete der deutsche Free-TV-Sender Kabel eins vom 8. Januar bis zum 4. Juni 2011.
| Nr. (ges.) | Nr. (St.) | Deutscher Titel            | Originaltitel        | Zusammenfassung | Erstausstrahlung USA                  | Deutschsprachige Erstausstrahlung (D) |
| ---------- | --------- | -------------------------- | -------------------- | --- | ------------------------------------- | ------------------------------------- |
| 45         | 1         | Klonkadetten               | Clone Cadets         | Eine neue Generation von Klonkadetten legt auf Kamino ihre Abschlussprüfungen ab. Die Mitglieder des Trupps Domino – Echo, Fives, Hevy, Cutup und Droidbait – schneiden sehr schlecht ab, weil sie noch nicht gelernt haben, Befehle zu befolgen und wie ein Team zu kämpfen. Bevor sie den Test wiederholen sollen, müssen die jungen Klone in sich gehen, um ihre Prüfung erfolgreich abzuschließen. | 17. Sep. 2010                         | 8. Jan. 2011                          |
| 46         | 2         | ARC-Soldaten               | ARC Troopers         | Die Separatisten planen einen großangelegten Angriff auf die Klonlabore auf Kamino. Fives und Echo kehren in ihre Heimat zurück, um sie und ihre Brüder gegen die angreifenden Droidentruppen zu verteidigen. | 17. Sep. 2010                         | 15. Jan. 2011                         |
| 47         | 3         | Nachschubwege              | Supply Lines         | Ryloth wird von den Separatisten belagert und vom Rest der Galaxie abgeschnitten, so dass keine Vorräte mehr durchkommen. Während für die Twi’leks und die republikanischen Truppen die Lage immer verzweifelter wird, versuchen Senator Organa und Jar Jar Binks, König Katuunko von Toydaria zu überreden, seinen Planeten als Versorgungsbasis benutzen zu dürfen. Doch die Separatisten bekommen Wind von der Sache und schicken ihrerseits einen Diplomaten, der den König überreden soll, die strikte Neutralität seiner Welt in diesem Krieg zu wahren. | 24. Sep. 2010                         | 22. Jan. 2011                         |
| 48         | 4         | Einflussbereiche           | Sphere of Influence  | Pantora wird von der Handelsföderation mit einer Blockade belegt, angeblich wegen ausstehender Schulden. Um die Pantoraner dazu zu zwingen, den Separatisten beizutreten, lässt Count Dooku die beiden Töchter von Papanoida, dem Vorsitzenden von Pantora, kidnappen. Papanoida, sein Sohn Ion, Senator Chuchi und Ahsoka brechen getrennt zur Blockade und nach Tatooine auf, um die verlorenen Schwestern zu retten. | 1. Okt. 2010                          | 29. Jan. 2011                         |
| 49         | 5         | Korruption                 | Corruption           | Da Mandalore durch den Krieg von lebenswichtigen Importen abgeschnitten wird, werden Schmuggel und Korruption ein zunehmendes Problem auf dem Planeten. Als diese Zustände dazu führen, dass eine ganze Schule voller Kinder an einem durch giftige Chemikalien gestreckten Tee erkrankt, sehen sich Padmé Amidala und Herzogin Satine gezwungen, den Übeltätern persönlich nachzustellen. | 8. Okt. 2010                          | 5. Feb. 2011                          |
| 50         | 6         | Die Akademie               | The Academy          | Ahsoka wird undercover als Lehrerin nach Mandalore geschickt, um die Korruption innerhalb des Bürokratenapparats zu untersuchen. Allerdings entdecken auch Satines Neffe und dessen Freunde einige wichtige Hinweise darauf, dass ausgerechnet Satines engster Vertrauter, Ministerpräsident Almec, an der Spitze der Korruption steht… | 15. Okt. 2010                         | 12. Feb. 2011                         |
| 51         | 7         | Attentäter                 | Assassin             | Ahsoka wird von Visionen geplagt, in der sie und Padmé Amidala von der Kopfgeldjägerin Aurra Sing gejagt werden, und muss sich ihrer Gegnerin und ihrer eigenen Angst stellen. | 22. Okt. 2010                         | 19. Feb. 2011                         |
| 52         | 8         | Böse Absichten             | Evil Plans           | Der Kopfgeldjäger Cad Bane wird von Jabba dem Hutten angeheuert, um dessen Onkel Ziro aus dem Gefängnis zu befreien. Um die Tat vorzubereiten, kidnappt Bane C-3PO und R2-D2 und beginnt ihre Datenbanken nach wichtigen Informationen für seine Mission zu durchsuchen. | 5. Nov. 2010                          | 26. Feb. 2011                         |
| 53         | 9         | Die Jagd nach Ziro         | Hunt for Ziro        | Ziro wurde von den Hutten befreit, weil er belastende Beweise über ihre verbrecherischen Aktivitäten besitzt, deren Verbleib nur er kennt. Während Ziro mit Hilfe seiner Geliebten Sy Snootles die Aufzeichnungen zu erreichen versucht, um seine Sicherheit und einen gewissen Wohlstand zu garantieren, soll Obi-Wan zusammen mit dem impulsiven Jedi Quinlan Vos den flüchtigen Hutten wieder einfangen – was angesichts ihrer unterschiedlichen Persönlichkeiten keine einfache Aufgabe darstellt.                                                         | 12. Nov. 2010                         | 5. März 2011                          |
| 54         | 10        | Helden auf beiden Seiten   | Heroes on Both Sides | Als der galaktische Senat sich entschließt, neue Geldmittel für die Bereitstellung neuer Truppen aufzutreiben, reist Padmé zusammen mit Ahsoka ins feindliche Gebiet, um Padmés alte Mentorin Mina Bonteri aufzusuchen, die sich den Separatisten angeschlossen hat, und von beiden Seiten her eine friedliche Lösung anzustreben. Dabei macht Ahsoka die wichtige Erfahrung, dass nicht alle Aspekte in diesem Krieg so klar voneinander getrennt sind, wie sie allgemein dargestellt werden.                                                                 | 19. Nov. 2010                         | 12. März 2011                         |
| 55         | 11        | Das Streben nach Frieden   | Pursuit of Peace     | Nachdem die beidseitigen Friedensbemühungen von Count Dooku sabotiert wurden, drängt der Galaktische Senat auf ein Gesetz zur De-Regulierung der Banken, um die Erschaffung von mehr Truppen zu finanzieren – eine Maßnahme, welche die Republik ruinieren würde. Padmé Amidala und ihre Freunde Bail Organa und Onaconda Farr versuchen trotz aller Einschüchterungsversuche ihrer Gegner, die Entscheidung anzukämpfen, und finden die beste Waffe dafür ausgerechnet bei denen, für die sie im Senat stehen.                                                | 3. Dez. 2010                          | 19. März 2011                         |
| 56         | 12        | Schwestern der Nacht       | Nightsisters         | Darth Sidious, der sich besorgt um die wachsende Macht von Asajj Ventress äußert, befiehlt ihrem Meister Count Dooku, sie zu eliminieren. Doch Ventress überlebt den Anschlag und kehrt zu ihrem alten Orden, den Nachtschwestern, zurück, die bereit sind, ihr bei ihrer Rache gegen den Count beizustehen. | 7. Jan. 2011                          | 26. März 2011                         |
| 57         | 13        | Monster                    | Monster              | Um einen nur ihr hörigen Krieger als Dookus neuen Attentäter zu finden, begibt sich Asajj Ventress zu einem Dorf, wo sie einen prospektiven Kandidaten findet: Savage Opress. Dieser wird für seinen Dienst mit Dooku vorbereitet, um dann bei der günstigsten Gelegenheit zu Ventress' Werkzeug der Rache zu werden. | 14. Jan. 2011                         | 2. Apr. 2011                          |
| 58         | 14        | Hexen des Nebels           | Witches of the Mist  | Count Dooku beginnt Savage Opress in den Künsten der Sith auszubilden. Allerdings sind Obi-Wan Kenobi und Anakin Skywalker dem neuen Attentäter dicht auf den Fersen, und Ventress sieht sich gezwungen, ihre Rachepläne gegen ihren früheren Meister erheblich zu beschleunigen. | 21. Jan. 2011                         | 9. Apr. 2011                          |
| 59         | 15        | Wächter der Macht          | Overlords            | Einem Notruf mit einem alten Jedicode folgend, geraten Anakin, Ahsoka und Obi-Wan auf einen Planeten, der sich als ein Ballungsort der Macht in der gesamten Galaxie entpuppt. Dort begegnen die drei Jedi drei Entitäten, die das Gleichgewicht der Macht verkörpern: Vater Mortis und dessen Sohn und Tochter. Diese bereiten sich darauf vor zu prüfen, ob Anakin wirklich der Auserwählte ist; dabei werden er und seine Freunde mit den Geistern ihrer eigenen Zweifel konfrontiert.                                                                      | 28. Jan. 2011                         | 16. Apr. 2011                         |
| 60         | 16        | Der Altar von Mortis       | Altar of Mortis      | Als Anakin und seine Freunde Mortis’ Planeten verlassen wollen, entführt Sohn dessen Padawan Ahsoka, um mit Anakins Hilfe die dunkle Seite der Macht, die er verkörpert, triumphieren zu lassen. Während Anakin zu seinem Schrecken seinem korrumpierten Padawan gegenübertreten muss, versuchen Obi-Wan und Tochter, den Sohn daran zu hindern, Chaos ins Universum zu tragen, indem sie eine mystische Klinge aus einem uralten Altar bergen – die einzige Waffe, die einen Machtträger töten kann.                                                          | 4. Feb. 2011                          | 23. Apr. 2011                         |
| 61         | 17        | Vergessene Zukunft         | Ghosts of Mortis     | Mit dem Tod von Tochter gerät die Macht auf Mortis aus dem Gleichgewicht, und Sohn schickt sich an, den Planeten zu verlassen. Zuvor will er aber noch Anakin auf seine Seite ziehen und zeigt ihm seine Zukunft – eine Eröffnung, an der Anakin zu zerbrechen droht. Aus Liebe zu seinem Sohn muss Vater Mortis schließlich selbst eingreifen, um die Macht auf Mortis wieder ins Gleichgewicht zu bringen. | 11. Feb. 2011                         | 30. Apr. 2011                         |
| 62         | 18        | Die Zitadelle              | The Citadel          | Jedi-Meister Even Piell wurde gefangengenommen und wird von den Separatisten nun über die Koordinaten einer geheimen Hyperraumroute befragt. Eine Befreiungsaktion gestaltet sich aber als extrem schwierig, denn Piell wurde in ein Spezialgefängnis auf dem Planeten Lola Sayu gebracht, genannt die Zitadelle – und aus dieser ist bisher weder jemand entkommen, noch hat jemand jemals sie von innen gesehen und darüber berichten können. | 18. Feb. 2011                         | 7. Mai 2011                           |
| 63         | 19        | Gegenangriff               | Counter Attack       | Die gemischte Jedi-, Klon- und Droidentruppe versucht verzweifelt der Zitadelle zu entkommen, doch dies gestaltet sich wegen der zahlreichen Sicherheitsvorkehrungen als schwierig genug – und mit der wachsenden Verzweiflung des Gefängnisleiters Osi Sobeck, der Count Dookus Zorn nicht auf sich ziehen will, wird die Flucht scheinbar ein Ding der Unmöglichkeit. | 4. März 2011                          | 14. Mai 2011                          |
| 64         | 20        | Opfer und Ehre             | Citadel Rescue       | Die Jedi bereiten sich auf beiden Seiten vor, die Flüchtigen der Zitadelle von Lola Sayu herunterzuholen. Doch während die Rettungsmission anläuft und Ahsoka dabei die Aufgabe zufällt, den anderen Teil der Koordinaten zu bewahren, stimmt Anakin verstörenderweise immer mehr mit Captain Tarkin überein, dass die Jedi mit ihrem derzeitigen Codex und ihrer Aufgabe als Bewahrer des Friedens in diesem Krieg nicht mehr weit kommen werden … | 11. März 2011                         | 21. Mai 2011                          |
| 65         | 21        | Padawan vermisst           | Padawan Lost         | Während eines Einsatzes wird Ahsoka von trandoshanischen Jägern verschleppt, die sie und andere Gefangene auf einer Insel auf dem Mond Wasskha zu ihrem Vergnügen jagen wie wilde Tiere. Ahsoka muss nun drei Jedi-Jünglingen, die schon länger auf der Insel gefangen sitzen, wieder beibringen, was es heißt, ein Jedi zu sein. | 19. Mär. 2011 (UK) 1. Apr. 2011 (USA) | 28. Mai 2011                          |
| 66         | 22        | Ein Wookiee schlägt zurück | Wookiee Hunt         | Bei dem Versuch, den Nachstellungen der trandoshanischen Jäger entgegenzuwirken, bekommen die jungen Jedi einen neuen Verbündeten: den jungen Wookiee Chewbacca. | 26. Mär. 2011 (UK) 1. Apr. 2011 (USA) | 4. Juni 2011                          |

## Staffel 4: Battle Lines
Die Erstausstrahlung der vierten Staffel war vom 16. September 2011 bis zum 16. März 2012 auf dem US-amerikanischen Kabelsender Cartoon Network zu sehen. Die deutschsprachige Erstausstrahlung sendete der Kabelsender Cartoon Network vom 5. Mai 2012 bis zum 15. Juli 2012.
| Nr. (ges.) | Nr. (St.) | Deutscher Titel                     | Originaltitel          | Zusammenfassung | Erstausstrahlung USA | Deutschsprachige Erstausstrahlung (D) |
| ---------- | --------- | ----------------------------------- | ---------------------- | --- | -------------------- | ------------------------------------- |
| 67         | 1         | Krieg der Meere                     | Water War              | Der König der Wasserwelt von Mon Calamari wird ermordet, und im Anschluss daran bricht der angespannte Frieden zwischen den Mon Cala und dem Quarren durch die Anstachelung der Separatisten vollständig zusammen. Als die Armeen der Mon Cala und der Quarren, unterstützt von den Truppen der Republik und den Kampfdroiden der Separatisten, um die Vorherrschaft über den Planeten kämpfen, muss der junge und noch unerfahrene Thronfolger der Mon Cala, Prinz Lee-Char, in diesem ungewollten Krieg seine erste Feuerprobe bestehen. | 16. Sep. 2011        | 5. Mai 2012                           |
| 68         | 2         | Eine letzte Hoffnung                | Gungan Attack          | Die Mon Cala-Armee ist dezimiert und der Prinz wurde zum Rückzug gezwungen; die Situation erscheint aussichtslos für Lee-Char und die Jedi. Und die einzige Streitmacht, die den Flüchtigen in dieser Situation noch helfen kann, sind die alten Freunde von Anakin und Padmè: Die Gungans vom Planeten Naboo. | 16. Sep. 2011        | 6. Mai 2012                           |
| 69         | 3         | Königreiche muss man sich verdienen | Prisoners              | Um sein Volk von der Tyrannei der Separatisten zu befreien, muss Prinz Lee-Char sein Bestes geben, um die Mon Cala und die Quarren wieder unter einem Banner zu vereinen. Und die einzige Möglichkeit, um dies zu tun, ist sich direkt in die Hände des Feindes zu begeben. | 23. Sep. 2011        | 12. Mai 2012                          |
| 70         | 4         | Krieger des Schattens               | Shadow Warrior         | Unter dem Einfluss eines Verräters beginnt Boss Lyonie von den Gungans, seine Armee für einen kombinierten Angriff mit den Separatisten unter der Führung von General Grievous auf die Naboo vorzubereiten. Nur Jar Jar Binks, der Lyonie äußerlich zum Verwechseln ähnlich sieht, hat die große Chance, dem Krieg endlich die entscheidende Wende zu verleihen. | 30. Sep. 2011        | 13. Mai 2012                          |
| 71         | 5         | Unterwelt                           | Mercy Mission          | Bei einer Hilfsexpedition auf dem Planeten Aleen, der von heftigen Erdbeben erschüttert wird, geraten C-3PO und R2-D2 zufällig in eine fremdartige unterirdische Welt, die verzweifelt um ihre Existenz kämpft, und müssen ganz allein den Bewohnern der Oberfläche und des Untergrunds gleichzeitig zu Hilfe kommen. | 7. Okt. 2011         | 19. Mai 2012                          |
| 72         | 6         | Zwischen den Welten                 | Nomad Droids           | Bei ihrer Rückreise vom Planeten Aleen enden C-3PO und R2-D2 nach einem Separatistenangriff als Gestrandete im All und erleben bei ihrem Versuch, sich den republikanischen Streitkräften wieder anzuschließen, eine ganze Reihe recht seltsamer Abenteuer. | 14. Okt. 2011        | 20. Mai 2012                          |
| 73         | 7         | Die Dunkelheit von Umbara           | Darkness on Umbara     | Inmitten einer Mission auf dem Planeten Umbara wird Anakin nach Coruscant zurückbeordert und muss sein Kommando an den Jedimeister Pong Krell abtreten. Dessen unnachsichtige und verächtliche Haltung gegenüber den Klonen und seine extrem starrköpfige Art machen es den Truppen jedoch schwer, ihn als einen Kommandeur anzusehen, der ihre Loyalität verdient hätte. | 28. Okt. 2011        | 26. Mai 2012                          |
| 74         | 8         | Die Bruchpiloten                    | The General            | Um die Eroberung Umbaras effektiv unterstützen zu können, soll die 501. Legion einen militärischen Flughafen angreifen, von dem aus die Hauptstadt versorgt wird. Als Pong Krell mit seiner Rücksichtslosigkeit und Starrköpfigkeit erneut das Leben der Soldaten aufs Spiel setzt, müssen sich die Klone was ganz Neues einfallen lassen, um ihre Mission erfolgreich abzuschließen. | 4. Nov. 2011         | 27. Mai 2012                          |
| 75         | 9         | Befehlsverweigerung                 | Plan of Dissent        | Als die umbaranischen Streitkräfte nun von einer Versorgungsflotte der Separatisten unterstützt werden, versuchen die Klonsoldaten der 501. einen Plan zu implementieren, mit dem sie sich mithilfe feindlicher Jäger ins Versorgungsschiff einschleichen und es von innen heraus zerstören wollen. Als der störrische Meister Krell diesen Plan jedoch ablehnt, wagen die Klonsoldaten Fives, Jesse und Hardcase einen gefährlichen Alleingang, um das Leben ihrer Leute zu retten.                                                       | 11. Nov. 2011        | 2. Juni 2012                          |
| 76         | 10        | Krells Blutbad                      | Carnage of Krell       | Die Klone unter Krells Kommando haben immer mehr und mehr Schwierigkeiten, den geradezu unsinnigen Befehlen des Jedi noch weiter zu folgen. Schließlich jedoch sehen sich Rex und seine Männer gezwungen, dem Pfad des Aufstandes zu folgen, um damit ein noch größeres Unglück zu verhindern. | 18. Nov. 2011        | 3. Juni 2012                          |
| 77         | 11        | Sklaverei                           | Kidnapped              | Die gesamte Bevölkerung von Kiros, einer Kolonie der Togruta, wird von Count Dooku verschleppt. Es unterliegt nun Anakin, Ahsoka und Obi-Wan, Darts D'Nar, den zygerrianischen Kommandeur der separatistischen Besatzungstruppen, zu fassen, um herauszufinden, wo sich die vermissten Togruta aufhalten. Anmerkung: Diese Geschichte basiert auf einer schon erschienenen Clone-Wars-Comicreihe mit dem Titel Sklaven der Republik. | 25. Nov. 2011        | 9. Juni 2012                          |
| 78         | 12        | Sklaven der Republik                | Slaves of the Republic | Anakin und seine Freunde begeben sich nach Zygerria, um die Kolonisten von Kiros zu befreien, nur um der zygerrianischen Königin in die Hände zu fallen, die ihr Bestes versucht, den Willen ihrer Gefangenen – ganz besonders von Anakin – zu brechen. Anmerkung: Diese Geschichte basiert auf einer schon erschienenen Clone-Wars-Comicreihe mit dem Titel Sklaven der Republik. | 2. Dez. 2011         | 10. Juni 2012                         |
| 79         | 13        | Meister und Sklave                  | Escape from Kadavo     | Als Count Dooku auf Zygerria eintrifft, um Königin Scintel für ihren ehrgeizigen Plan, die Jedi brechen zu wollen anstatt sie hinzurichten, zu strafen, müssen Anakin und Ahsoka sich beeilen, um das Leben ihrer Freunde und der unschuldigen Gefangenen von Kiros zu retten. Anmerkung: Diese Geschichte basiert auf einer schon erschienenen Clone-Wars-Comicreihe mit dem Titel Sklaven der Republik. | 6. Jan. 2012         | 16. Juni 2012                         |
| 80         | 14        | Der andere Weg                      | A Friend in Need       | Um den Mord an seiner Mutter durch die Hand Count Dookus zu rächen, hat sich Ahsokas Freund Lux Bonteri (Heroes on Both Sides) ausgerechnet der mandalorischen Terrorgruppe Death Watch angeschlossen – und Ahsoka wird unversehens in die Vorbereitungen zu Lux’ Racheplan mit hineingezogen. | 13. Jan. 2012        | 17. Juni 2012                         |
| 81         | 15        | Transformer                         | Deception              | Eines Abends wird Obi-Wan Kenobi von einem Kopfgeldjäger namens Rako Hardeen auf offener Straße ermordet. Was aber nur wenige Eingeweihte wissen: Dieses vorgetäuschte Attentat ist in Wirklichkeit Teil eines Plans des Jedi-Rates, der damit ein noch größeres Verbrechen zu verhindern sucht. | 20. Jan. 2012        | 23. Juni 2012                         |
| 82         | 16        | Freund und Feind                    | Friends and Enemies    | Während der falsche Rako Hardeen versucht, das Vertrauen von Moralo Eval, des Mannes, der einen Plot an Palpatine ausführen soll, und dessen Spießgesellen Cad Bane zu gewinnen, schickt Palpatine Anakin und Ahsoka hinter den flüchtigen Verbrechern her – und Anakin, von Rachegelüsten getrieben und nichts über die geheime Mission wissend, droht die Operation der Jedi gänzlich platzen zu lassen, bevor sie noch richtig angefangen hat.                                                                                          | 27. Jan. 2012        | 24. Juni 2012                         |
| 83         | 17        | Entkommen                           | The Box                | Der falsche Hardeen und Cad Bane werden zusammen mit anderen berüchtigten Kopfgeldjägern von Count Dooku zu einem Test eingeladen, um aus ihnen die fünf Besten zu ermitteln, die eine Spezialmission gegen die Republik ausführen sollen. Dieser Test findet in der Box statt, einer würfelförmigen Arena voller tödlicher Fallen. | 3. Feb. 2012         | 30. Juni 2012                         |
| 84         | 18        | Doppeltes Spiel                     | Crisis on Naboo        | Obi Wan Kenobi ist noch immer im Undercovereinsatz als Rako Hardeen. Auf Naboo angekommen, werden ihm und den restlichen Kopfgeldjägern von Cad Bane Aufgaben zugeteilt, welche zum Ziel haben, den Kanzler zu entführen. Der Plan der Jedi läuft nach Plan, doch nicht alle Aspekte in diesem Fall sind so klar, wie sie zunächst scheinen. | 10. Feb. 2012        | 1. Juli 2012                          |
| 85         | 19        | Wiedergeburt                        | Massacre               | Nach ihrem gescheiterten Anschlag auf Count Dooku kehrt Asajj Ventress nach Dathomir zurück, wo sie wieder den Nachtschwestern beitritt. Währenddessen hat Count Dooku aber die Vernichtung der Nachtschwestern als Antwort auf den Verrat von Ventress befohlen und schickt deshalb General Grievous, um Rache zu nehmen. | 24. Feb. 2012        | 7. Juli 2012                          |
| 86         | 20        | Kopfgeld                            | Bounty                 | Auf der Suche nach einem Sinn in ihrem neuen Leben gerät Asajj Ventress an eine Gruppe Kopfgeldjäger unter der Führung von Boba Fett, die angeheuert wurden, um einem Tyrannen eine wichtige Fracht zu überbringen. Doch diese Ware ist nicht ganz wie erwartet, und Ventress macht bei dieser Mission eine wichtige Erfahrung, die ihre Zukunft nachhaltig prägen wird. | 2. März 2012         | 8. Juli 2012                          |
| 87         | 21        | Brüder                              | Brothers               | Nach langem Suchen findet Savage Oppress seinen verlorenen Bruder Darth Maul, der, entstellt und in den Wahnsinn getrieben, Rache an dem Mann sucht, der ihm dieses Schicksal auferlegt hat. | 9. März 2012         | 14. Juli 2012                         |
| 88         | 22        | Rache                               | Revenge                | Im Körper und Geist wieder hergestellt, beginnt Maul, unterstützt von Savage Opress, seinen Rachefeldzug gegen Obi-Wan Kenobi. Allerdings bekommt Obi-Wan in der Konfrontation mit seinem alten Feind einen recht unerwarteten, aber sehr willkommenen Verbündeten. | 16. März 2012        | 15. Juli 2012                         |

## Staffel 5
Ende März 2012 hat Cartoon Network bei den Upfronts die Produktion einer fünften Staffel bekannt gegeben, die vom 29. September 2012 bis zum 2. März 2013 zu sehen war. Die deutschsprachige Erstausstrahlung war seit dem 1. April 2013 auf Cartoon Network zu sehen.
| Nr. (ges.) | Nr. (St.) | Deutscher Titel               | Originaltitel              | Zusammenfassung | Erstausstrahlung USA                    | Deutschsprachige Erstausstrahlung (D) |
| ---------- | --------- | ----------------------------- | -------------------------- | --- | --------------------------------------- | ------------------------------------- |
| 89         | 1         | Loyalitäten                   | Revival                    | Darth Maul und Savage Oppress schmieden Pläne, um ihre Rache an Obi-Wan Kenobi nehmen zu können, und versuchen zu diesem Zweck, sich Hondo Ohnakas Piratenmannschaft als Helfer anzuheuern, was Kenobi und Ohnaka dazu bringt, sich noch einmal widerwillig miteinander zu verbünden. | 29. Sep. 2012                           | 1. Apr. 2013                          |
| 90         | 2         | Krieg an zwei Fronten         | A War on Two Fronts        | Unter seinem neuen König wird der Planet Onderon, bis dahin Teil der Republik, zu einem Separatistenstützpunkt, und die Rebellen, die gegen das Regime des Marionettenkönigs kämpfen, bitten die Jedi um Hilfe. Anakin, Obi-Wan, Ahsoka und Rex werden ausgesandt, um die Onderonier in subversiven Kriegstechniken auszubilden. Doch der Krieg gegen die Droiden ist nicht der einzige Kampf, der von den Rebellen gewonnen werden muss.         | 6. Okt. 2012                            | 7. Apr. 2013                          |
| 91         | 3         | Mit ihren eigenen Waffen      | Front Runners              | Nach dem Training durch die Jedi starten die Rebellen von Onderon ihre erste größere Aktion zur Befreiung ihres Planeten. Allerdings herrschen in der Führungsriege der Rebellen einige Unstimmigkeiten über die richtige Vorgehensweise, und am Schluss muss eine Entscheidung getroffen werden, wer von den drei Hauptkandidaten der Anführer der Freiheitsbewegung werden soll …                                                               | 13. Okt. 2012                           | 13. Apr. 2013                         |
| 92         | 4         | Lang lebe der König           | The Soft War               | Um der Rebellenbewegung, die seine Herrschaft gefährdet, den Wind aus den Segeln zu nehmen, befiehlt der Marionettenkönig Sanjay Rash, seinen Vorgänger Ramsis Dendup als den Instigator des Aufstandes öffentlich hinrichten zu lassen. Im Angesicht dieser Gefahr müssen der resignierte König und sein Volk sich endlich entscheiden, wie stark ihre Loyalität für ihre Heimat und ihre Sehnsucht nach Freiheit wirklich in ihrem Herzen ist … | 20. Okt. 2012                           | 14. Apr. 2013                         |
| 93         | 5         | Der Preis der Freiheit        | Tipping Points             | Nachdem König Dendup befreit wurde, rüsten die Rebellen zum endgültigen Kampf gegen die Separatisten-Besatzungsmacht. Mithilfe eines weiteren subtilen Hilfsmanövers der Jedi trägt der Plan endlich die ersehnten Früchte, doch kommt der Sieg zu einem hohen Preis … | 27. Okt. 2012                           | 7. Juli 2013                          |
| 94         | 6         | Die Versammlung               | The Gathering              | Um in den Rang eines Jedi aufzusteigen, muss eine Gruppe von Jedi-Jünglingen einen Test bestehen: nämlich die Kristallkerne für ihre eigenen Lichtschwerter in den Eishöhlen von Ilum zu finden. Doch um diese zu erlangen und wieder zurückzukehren, müssen die jungen Jedi die vielleicht tödlichste Falle von allen überwinden … | 3. Nov. 2012                            | 21. Apr. 2013                         |
| 95         | 7         | Profitieren                   | A Test of Strength         | Als Ahsoka und die Jünglinge von ihrer Prüfung nach Coruscant zurückkehren wollen, werden sie von Hondo Ohnaka und seinen Piraten, die hinter ihren Lichtschwertkristallen her sind, angegriffen. Ohne ihre Lichtschwerter noch zusammengebaut zu haben, müssen die Jünglinge hier ihren ersten ernsthaften Kampf bestehen. | 10. Nov. 2012                           | 27. Apr. 2013                         |
| 96         | 8         | Die Rettungsmission           | Bound for Rescue           | Den Jünglingen gelingt es, Obi-Wan Kenobi von Ahsokas Entführung durch die Piraten zu berichten, doch ein Überraschungsangriff durch General Grievous verhindert eine Rettungsmission. Auf sich alleine gestellt, versuchen die Jünglinge nun ihr Möglichstes, um Ahsoka aus Ohnakas Gewalt zu befreien. | 16. Nov. 2012 (CAN) 17. Nov. 2012 (USA) | 28. Apr. 2013                         |
| 97         | 9         | Kenne Deine Feinde            | A Necessary Bond           | Gerade als Hondo Ohnakas Piraten die jungen Jedi wieder eingefangen haben, schickt Count Dooku seine Armee gegen den Piratenchef aus, um sich für seine einstige Gefangennahme (Die Ergreifung des Count und Der Freikauf) zu rächen. Ob dieses gemeinsamen Feindes haben die Jedi und die Piraten keine andere Wahl, als zusammenzuarbeiten, um den Klauen des Count zu entkommen.                                                               | 24. Nov. 2012                           | 4. Mai 2013                           |
| 98         | 10        | Droiden bevorzugt             | Secret Weapons             | Die Separatisten verwenden einen neuen Verschlüsselungscode für ihre Kommunikationskanäle, und um diesen zu knacken, wird ein Droidenteam in ein feindliches Schlachtschiff geschickt, um ein Entschlüsselungsmodul zu beschaffen. Doch inmitten dieser schwierigen Mission haben die Droiden und ihr Anführer, Oberst Meebur Gascon, auch mit gruppeninternen Problemen zu kämpfen.                                                              | 30. Nov. 2012 (CAN) 1. Dez. 2012 (USA)  | 5. Mai 2013                           |
| 99         | 11        | Ein sonniger Tag im Nichts    | A Sunny Day in the Void    | Auf dem Rückweg in republikanische Gefilde strandet das Droidenteam auf einem Wüstenplaneten, auf dem allen Anschein nach außer ihnen gar nichts existiert. In dieser schier ausweglosen Situation muss sich zeigen, welche geistige Eigenschaft der Gruppe das Überleben sichern kann: die einprogrammierte Starrköpfigkeit der Droiden, oder die mentale Flexibilität ihres Anführers?                                                          | 7. Dez. 2012 (CAN) 8. Dez. 2012 (USA)   | 11. Mai 2013                          |
| 100        | 12        | Einer für alle                | Missing in Action          | Das Droidenteam stößt auf den Abwäscher Gregor, ein Klon-Spezialkommandosoldat, der an Gedächtnisverlust leidet. Doch nur mit seiner Hilfe hat Gascons Truppe die Chance, den Einödplaneten verlassen und ihre Mission erfolgreich zu vollenden. | 4. Jan. 2013 (CAN) 5. Jan. 2013 (USA)   | 5. Okt. 2013                          |
| 101        | 13        | Kreuzer ohne Wiederkehr       | Point of No Return         | Das Droidenteam erreicht endlich einen republikanischen Kreuzer, doch zu ihrer Bestürzung wurde der Kreuzer von den Separatisten geentert und wird von ihnen nun für einen Anschlag auf eine Basis der Republik missbraucht. Nun an Bord des Schiffes und gejagt von Buzz-Droiden, muss das Droidenteam die Detonation der Bombe verhindern. | 11. Jan. 2013 (CAN) 12. Jan. 2013 (USA) | 6. Okt. 2013                          |
| 102        | 14        | Der dunkle Bund               | Eminence                   | Die Sith-Brüder Darth Maul und Savage Opress werden bewusstlos in einer Rettungskapsel von der Death Watch aufgefunden. Nach notwendigen Reparaturen schließt sich die Death Watch den Brüdern an, weil Maul ihnen verspricht, bei der Eroberung von Mandalore zu helfen. | 18. Jan. 2013 (CAN) 19. Jan. 2013 (USA) | 12. Okt. 2013                         |
| 103        | 15        | Schwarze Sonne über Mandalore | Shades of Reason           | Nachdem die Death Watch Mandalore eingenommen und Satine gefangen hat, wendet sie sich gegen Maul und Opress. Doch die Sith-Brüder haben nicht vor, ihre vorherrschende Position so leichtfertig einer anderen Partei zu überlassen. | 25. Jan. 2013 (CAN) 26. Jan. 2013 (USA) | 13. Okt. 2013                         |
| 104        | 16        | Immer zu zweit sie sind       | The Lawless                | Von Bo-Katan befreit, versendet Satine Kryze einen verzweifelten Hilferuf an den Jedi-Rat. Aufgrund der Neutralität von Mandalore können die Jedi jedoch keine offizielle Unterstützung entsenden, und so entscheidet sich Obi Wan, allein dorthin zu reisen. Doch hat er die Lage, in der sich Mandalore befindet, falsch eingeschätzt… | 1. Feb. 2013 (CAN) 2. Feb. 2013 (USA)   | 19. Okt. 2013                         |
| 105        | 17        | Verdachtsmomente              | Sabotage                   | Eines Tages wird der Jedi-Tempel von einem plötzlichen Anschlag erschüttert – und das Bestürzende an der Sache ist, dass der Täter nur aus den eigenen Reihen stammen kann. Da jetzt in der Öffentlichkeit und selbst im Jedirat Misstrauen herrscht, werden Anakin und Ahsoka beauftragt, den Infiltrator ausfindig zu machen. | 8. Feb. 2013 (CAN) 9. Feb. 2013 (USA)   | 20. Okt. 2013                         |
| 106        | 18        | Der Jedi, der zuviel wusste   | The Jedi Who Knew Too Much | Der Fall des Terroranschlags im Jedi-Tempel scheint gelöst, doch die Dinge sind bei weitem nicht so einfach, wie sie scheinen. Bevor die Täterin Ahsoka verraten kann, wer hinter dem Angriff steckt, wird sie ermordet, und durch die Mithilfe des unbekannten Drahtziehers wird Ahsoka nun zum gehetzten Flüchtling. | 15. Feb. 2013 (CAN) 16. Feb. 2013 (USA) | 26. Okt. 2013                         |
| 107        | 19        | Das verlorene Kind            | To Catch a Jedi            | Bei ihrer Flucht durch die Unterwelt von Coruscant, gejagt von Anakin und Plo Koon, findet Ahsoka eine unerwartete Verbündete in ihrer alten Gegnerin Asajj Ventress. Doch der Verräter in den Reihen der Jedi schläft nicht und stellt Ahsoka erneut eine hinterhältige Falle … | 22. Feb. 2013 (CAN) 23. Feb. 2013 (USA) | 27. Okt. 2013                         |
| 108        | 20        | Vom Licht entfernt            | The Wrong Jedi             | Nachdem Ahsoka gefangen wurde, soll sie sich vor einem galaktischen Gericht verantworten. Als sie auch noch aus dem Jedi-Orden ausgeschlossen wird, beschließt Anakin, auf eigene Faust die Wahrheit rauszufinden. Durch die Hilfe von Asajj Ventress schafft er es schließlich, den Verräter in den Reihen der Jedi ausfindig zu machen, wodurch eine schreckliche Wahrheit ans Licht kommt …                                                    | 2. Mär. 2013 (CAN) 3. Mär. 2013 (USA)   | 2. Nov. 2013                          |

## Staffel 6: The Lost Missions
Die deutschsprachige und zugleich weltweite Erstausstrahlung der sechsten Staffel sendete der deutsche Free-TV-Sender Super RTL vom 15. Februar bis zum 8. März 2014.
Die bereits vorproduzierten 13 Episoden der sechsten Staffel wurden am 7. März 2014, zusammen mit dem Rest der Serie und dem Film, auf der Streaming-Plattform Netflix als US-Premiere zur Verfügung gestellt.
| Nr. (ges.) | Nr. (St.) | Deutscher Titel      | Originaltitel            | Zusammenfassung | Erstveröffentlichung USA | Deutschsprachige Erstausstrahlung (D) |
| ---------- | --------- | -------------------- | ------------------------ | --- | ------------------------ | ------------------------------------- |
| 109        | 1         | Zustand unbekannt    | The Unknown              | Während eines Kampfeinsatzes beginnt der Klonsoldat Tup sich plötzlich seltsam zu benehmen, und wie aus heiterem Himmel erschießt er infolgedessen eine Jedi-Meisterin. Tup soll zur Untersuchung zurück in republikanisches Gebiet gebracht werden, doch auch die Separatisten interessieren sich außergewöhnlich ernsthaft für seinen Zustand. | 7. März 2014             | 15. Feb. 2014                         |
| 110        | 2         | Verschwörung         | Conspiracy               | Tup und Fives werden zusammen zur medizinischen Untersuchung nach Kamino gebracht, doch damit beginnt eine dunkle Verschwörung zwischen den Kaminoanern und den wahren Urhebern des Krieges ihren Lauf zu nehmen. Um seinen Freund zu retten, unternimmt Fives indessen alles Menschenmögliche – auch wenn er damit gegen seinen Ethos als treuer Soldat der Republik verstoßen muss. | 7. März 2014             | 15. Feb. 2014                         |
| 111        | 3         | Fluchtreflex         | Fugitive                 | Der Beweis, den Fives bei seinem Freund gefunden hat, soll zur Analyse nach Coruscant gebracht werden, während Fives angeblich wieder an die Front zurückkehren soll. Als er jedoch von seinem neuen Droidenfreund AZ-3 erfährt, dass er stattdessen mundtot gemacht werden soll, sieht er sich gezwungen, mit dem Beweis unterzutauchen und dem Geheimnis von Tup auf eigene Faust auf die Spur zu kommen. | 7. März 2014             | 15. Feb. 2014                         |
| 112        | 4         | Befehle              | Orders                   | Nachdem Fives es geschafft hat, die Jedimeisterin Shaak Ti Hinweise auf eine geheime Verschwörung gegen die Jedi zu liefern, werden er und die Beweise nach Coruscant gebracht. Doch während Fives verzweifelt versucht, seine Freunde von der Verschwörung zu informieren, versuchen die geheimen Feinde im Herzen der Republik mit allen Mitteln, Fives zum Schweigen zu bringen. | 7. März 2014             | 15. Feb. 2014                         |
| 113        | 5         | Ein alter Freund     | An Old Friend            | Senatorin Amidala wird nach Scipio geschickt, wo die Zentrale des Intergalaktischen Bankenclans liegt. Dort soll sie eine Transaktion der Republik überwachen, wird jedoch von Rush Clovis darüber informiert, dass der Bankenclan korrupt ist. Es gelingt ihr, Beweise für die Korruption zu sammeln und an Clovis weiterzugeben, kurz darauf wird sie jedoch gefangen genommen. Anakin Skywalker kann sie aus dem Gefängnis befreien und sie zusammen mit Clovis nach Coruscant bringen. | 7. März 2014             | 22. Feb. 2014                         |
| 114        | 6         | Clovis’ Aufstieg     | The Rise of Clovis       | Kanzler Palpatine beauftragt Amidala und Clovis, geheime Konten innerhalb des Bankenclans aufzudecken. Dabei kommen sie sich sehr nahe, was zu Spannungen in Padmés Beziehung zu Anakin führt. Zwischenzeitlich wird Clovis von Count Dooku kontaktiert, der verspricht, ihm an die Spitze des Bankenclans zu helfen und ihm die gesuchten Konten zu nennen, wenn er vertuscht, dass die Separatisten über längere Zeit die Zinsen für ihre Kredite nicht bezahlt haben. Er geht darauf ein und erhält die Unterstützung der Separatisten sowie des Kanzlers, woraufhin ihn der Senat mit großer Mehrheit zum Anführer des Bankenclans wählt.                     | 7. März 2014             | 22. Feb. 2014                         |
| 115        | 7         | Wiederbelebung       | Crisis at the Heart      | Kaum hat Clovis sein Amt als Führer des Bankenclans inne, wird er von Dooku dazu gezwungen, die Kreditzinsen für die Republik zu erhöhen. Dooku marschiert auf Scipio ein und nimmt Senatorin Amidala gefangen, woraufhin Anakin Skywalker sie mit einer Streitmacht befreien soll. Es gelingt ihm, sie zu befreien und den Planeten einzunehmen, Clovis jedoch stirbt. Daraufhin erklärt der Bankenclan Rush Clovis zum Verursacher der Korruption und übergibt Kanzler Palpatine die Leitung der Banken. | 7. März 2014             | 22. Feb. 2014                         |
| 116        | 8         | Verschollen – Teil 1 | The Disappeared, Part I  | Die neutrale Welt Bardotta wird von dem mysteriösen Frangawl-Kult bedroht, der die spirituellen Führer des Volkes entführt hat, um sie einem Dämon zu opfern. Daher wendet sich Königin Julia an den Senat, explizit an den Abgeordneten Jar Jar Binks, der daraufhin mit Mace Windu nach Bardotta reist. Als auch Julia von den Kultisten entführt wird, nehmen die beiden die Verfolgung auf und Mace kann im letzten Moment verhindern, dass Jar Jar dem Dämon geopfert wird, doch die Königin können sie nicht befreien. | 7. März 2014             | 1. März 2014                          |
| 117        | 9         | Verschollen – Teil 2 | The Disappeared, Part II | Mace gelingt es mithilfe der Macht, die Königin aufzuspüren und findet sie zusammen mit Jar Jar auf einer abgelegenen Welt. Doch dort treffen sie auf Mutter Talzin, die die Machtsensitivität der Königin nutzen will, um Zugriff zur lebendigen Macht zu erhalten. Davon verspricht sie sich, mächtiger zu werden als die Jedi und die Sith. Doch Mace und Jar Jar können ihren Plan vereiteln und die Königin befreien. | 7. März 2014             | 1. März 2014                          |
| 118        | 10        | Spuren               | The Lost One             | Plo Koon findet auf dem Mond des Planeten Oba Diah das Lichtschwert des verschollenen Jedi-Meisters Sifo-Dyas, der mehr als zehn Jahre zuvor die Klon-Armee in Auftrag gab. Nachforschungen ergeben, dass Sifo-Dyas in Begleitung einer anderen Person war, die Anakin Skywalker und Obi-Wan Kenobi daraufhin auf Oba Diah treffen. Aufgeschreckt durch die Nachforschungen der Jedi schickt Darth Sidious Count Dooku ebenfalls dorthin. Bei dem darauf entbrennenden Kampf zwischen Dooku und den Jedi erfahren diese, dass Dooku und Tyranus ein und dieselbe Person sind, so dass die Klontruppen tatsächlich von den Separatisten in Auftrag gegeben wurden. | 7. März 2014             | 1. März 2014                          |
| 119        | 11        | Stimmen              | Voices                   | Nachdem Meister Yoda die anderen Jedi darüber informiert hat, mit dem verstorbenen Qui-Gon Jinn gesprochen zu haben, machen sich diese Sorgen über seinen Geisteszustand. Da eine medizinische Untersuchung keinen Aufschluss über Yodas Zustand ergibt, entschließt sich dieser, eine tiefere Form von Meditation durchzuführen. Dabei erhält er von Qui-Gon Jinn den Auftrag, nach Dagobah zu reisen, wo er Visionen über den Untergang der Jedi erhält. Um diese Visionen nicht Wirklichkeit werden zu lassen, beschließt Yoda, nach dem Ursprung des Lebens im Universum zu suchen.                                                                           | 7. März 2014             | 1. März 2014                          |
| 120        | 12        | Schicksal            | Destiny                  | Yoda reist, von der Macht geleitet, ins Herz der Galaxis. Auf dem Planeten, auf dem er den Ursprung der Macht entdeckt, muss er sich schwierigen Prüfungen stellen. Nur wenn er diese besteht, werden die Weisen ihn als würdig erachten und ihn in die tiefsten Geheimnisse der Macht einweihen… | 7. März 2014             | 8. März 2014                          |
| 121        | 13        | Opfer                | Sacrifice                | Es ist soweit: Yoda muss sich auf Moraband, dem Heimatplaneten der Sith, der letzten Prüfung unterziehen, um in das am besten gehütete Geheimnis seines Ordens eingeweiht zu werden. Doch dort erwartet ihn ein mächtiger Feind … | 7. März 2014             | 8. März 2014                          |

## Staffel 7: The Final Season
Die zwölfteilige finale Staffel wurde zwischen dem 21. Februar und dem 4. Mai 2020 exklusiv auf der Streaming-Plattform Disney+ veröffentlicht. Die deutschsprachige Veröffentlichung startete am 24. März 2020 mit dem deutschen Start der Plattform. Mit Veröffentlichung der vierten Episode waren die ersten vier Episoden bereits außerhalb des deutschen Sprachraumes mit deutscher Synchronisation verfügbar. Mit Start des Dienstes im deutschsprachigen Raum wurden die Episoden ebenda erstveröffentlicht; zuerst als Doppelfolgen dann parallel zur US-Veröffentlichung geplant.  Aufgrund der zeitweiligen Schließung des Synchronstudios während der COVID-19-Pandemie in Deutschland konnten die 9. und 10. Episode nicht parallel mit deutscher Synchronisation veröffentlicht werden, sondern nur mit Untertiteln.
Die ersten vier Episoden sind die bereits 2015 veröffentlichten unfertigen Episoden rundum die Bad Batch. Diese Episoden wurden für die siebte Staffel neu bearbeitet und fertiggestellt. 
| Nr. (ges.) | Nr. (St.) | Deutscher Titel              | Originaltitel              | Zusammenfassung | Erstveröffentlichung USA                                                        | Deutschsprachige Erstveröffentlichung (D/A/CH) |
| ---------- | --------- | ---------------------------- | -------------------------- | --- | ------------------------------------------------------------------------------- | ---------------------------------------------- |
| 122        | 1         | Alte Schlachtpläne           | The Bad Batch              | Anakin Skywalker und Mace Windu führen einen Angriff an, um die Hauptwerft der Republik gegen Admiral Trench zu verteidigen. Zu ihnen gesellt sich eine Gruppe einzigartig talentierter mutierter Klone, die sich selbst Schaden-Charge (Bad Batch) nennen. In der Kommandozentrale der Separatisten hört Rex ein mysteriöses Signal, das ihn glauben lässt, dass Echo möglicherweise noch lebt. | Fertige Folge: 21. Feb. 2020 Rohanimation: 17. April 2015 (Celebration Anaheim) | 24. März 2020                                  |
| 123        | 2         | Echo aus der Zitadelle       | A Distant Echo             | Anakin, Rex und die Schaden-Charge starten eine gefährliche Rettungsmission unter der Annahme, dass Echo am Leben sein könnte. Auf Skako Minor verfolgen sie nach einem kurzen Gefecht mit den Eingeborenen sein Signal zu Wat Tambors Einrichtung, wo sie entdecken, dass Echo lebt und an eine Stasiskammer angeschlossen ist. | Fertige Folge: 28. Feb. 2020 Rohanimation: 17. April 2015 (Celebration Anaheim) | 24. März 2020                                  |
| 124        | 3         | Wie in alten Zeiten          | On the Wings of Keeradaks  | Im Innern des Separatistenstützpunkts finden Anakin und die Klone den verloren geglaubten Echo als einen Cyborg vor, der von der Techno-Union gewaltsam als lebender Computerspeicher missbraucht wurde. Der Expeditionstrupp befreit ihn und macht sich auf dem Weg, um den Kampfdroiden des Feindes auf Skako Minor zu entkommen. | Fertige Folge: 6. Mär. 2020 Rohanimation: 17. April 2015 (Celebration Anaheim)  | 27. März 2020                                  |
| 125        | 4         | Offene Rechnungen            | Unfinished Business        | Um den endgültigen Sieg über die Separatisten auf Anaxes zu erringen, müssen die Jedi die Hauptproduktionsanlage ihrer Flotte sichern. Bei diesem Unternehmen erweist sich Echo, der während seiner Gefangenschaft Zugang zu wichtigen Schlachtdaten der Separatistenarmee hatte, als die wichtigste Geheimwaffe auf der Seite der Republik. | Fertige Folge: 13. Mär. 2020 Rohanimation: 17. April 2015 (Celebration Anaheim) | 27. März 2020                                  |
| 126        | 5         | Abgestürzt und abgefangen    | Gone with a Trace          | Ahsoka Tano stürzt mit ihrem Speeder-Bike auf der Ebene 1313 von Courouscant ab und lernt dort die Schwestern Trace und Rafa Martez kennen. | 20. März 2020                                                                   | 3. Apr. 2020                                   |
| 127        | 6         | Bittere Medizin              | Deal No Deal               | Trace trifft eine vorschnelle Entscheidung, nachdem sie erfahren hat, dass das Pyke-Syndikat der Auftraggeber ihrer aktuellen Ladung ist. | 27. März 2020                                                                   | 3. Apr. 2020                                   |
| 128        | 7         | Kein Ausweg                  | Dangerous Debt             | Ahsoka Tano und die Martez-Schwestern versuchen aus der Gefangenschaft des Pyke-Syndikats zu fliehen. | 3. Apr. 2020                                                                    | 10. Apr. 2020                                  |
| 129        | 8         | Ein gemeinsamer Feind        | Together Again             | Ahsoka verhandelt um ihre Freiheit und entdeckt, dass Maul mit den Pykes zusammenarbeitet. | 10. Apr. 2020                                                                   | 10. Apr. 2020                                  |
| 130        | 9         | Alte Freunde und alte Feinde | Old Friends, Not Forgotten | Ahsoka trifft Anakin und Obi-Wan wieder. Zusammen mit Truppen der 501., Rex und Bo-Katan Kryze reist Ahsoka nach Mandalore, um Maul zu bekämpfen. Anakin und Obi-Wan versuchen währenddessen, Kanzler Palpatine zu befreien. | 17. Apr. 2020                                                                   | 26. Apr. 2020                                  |
| 131        | 10        | Dieser eine Moment           | The Phantom Apprentice     | Ahsoka und Bo-Katan bekämpfen Maul und seine Truppen und nehmen ihn schließlich gefangen. | 24. Apr. 2020                                                                   | 29. Apr. 2020                                  |
| 132        | 11        | Scherbenhaufen               | Shattered                  | Ahsoka Tanos Rückreise zum Hohen Rat der Jedi wird unterbrochen, als die Order 66 ausgerufen wird. Ahsoka schafft es, Rex zu betäuben und sich mit ihm vor den anderen Klonen zu verstecken. Zusammen mit R7 und weiteren Droiden gelingt es ihr, seinen Inhibitor-Chip zu entfernen. | 1. Mai 2020                                                                     | 1. Mai 2020                                    |
| 133        | 12        | Sieg und Niederlage          | Victory and Death          | Während Ahsoka und Rex versuchen, zusammen mit den drei Droiden vom Kreuzer zu flüchten, zerstört Maul dessen Hyperraumgeneratoren, wodurch das Raumschiff aus dem Hyperraum fällt, in das Gravitationsfeld eines Mondes gerät und abstürzt. Maul erreicht vor Ahsoka ein Shuttle und entkommt in den Hyperraum, weshalb Ahsoka und Rex auf ein anderes ausweichen. Nachdem Rex und Ahsoka die getöteten Klone aus dem abgestürzten Kreuzer beerdigt haben, lässt Ahsoka eines ihrer beiden Lichtschwerter zurück. Als Darth Vader später an der Absturzstelle eintrifft, findet er dieses. | 4. Mai 2020                                                                     | 4. Mai 2020                                    |

## The Clone Wars Legacy
Neben den bereits fertiggestellten Episoden, die in die sechste Staffel eingefügt wurden, existieren noch fertige Entwürfe für diverse Handlungsbögen, die es nicht in die finale Produktionsetappe geschafft haben. Zwei der Handlungsbögen – ''Darth Maul: Sohn Dathomirs'' (Darth Maul: Son of Dathomir) und ''Schülerin der dunklen Seite'' (Dark Disciple) – wurden in Comic- und Romanform veröffentlicht; von den anderen beiden – Crystal Crisis on Utapau und Bad Batch – existieren fertiggestellte Story Reels ohne Endanimation und wurden auf der offiziellen Star-Wars-Website hochgeladen. Crystal Crisis on Utapau wurde neben der Veröffentlichung auf der offiziellen Star-Wars-Website im Blu-ray-Set der sechsten Staffel beigelegt. Bad Batch wurde 2020 als Teil der finalen Staffel auf Disney+ neu bearbeitet veröffentlicht.
| Nr. (ges.) | Nr. (St.) | Originaltitel            | Zusammenfassung | Erstausstrahlung USA              |
| ---------- | --------- | ------------------------ | --- | --------------------------------- |
| 6.01       | 1         | A Death on Utapau        | Anakin Skywalker und Obi Wan Kenobi begeben sich nach Utapau, um den dort erfolgten Tod der Jedi-Meisterin Tu-Anh auf die Spur zu kommen, welche unter mysteriösen Umständen ums Leben gekommen ist. Bei ihren Untersuchungen kommen die beiden einem Waffendeal auf die Spur, an dem einige Bewohner von Utapau City beteiligt sind und deren Kunde ausgerechnet General Grievous ist. | 25. September 2014 (starwars.com) |
| 6.02       | 2         | In Search of the Crystal | Anakin und Obi Wan verfolgen die Spur der Waffenhändler in die Ebene von Utapau, werden gefangen genommen und zur Basis der Waffenhändler gebracht. Dort finden sie den Gegenstand des Deals vor: Einen riesigen Brocken aus Kyberkristall, dem Material, welches als Herzstück der Jedi-Lichtschwerter dient.                                                                          | 25. September 2014 (starwars.com) |
| 6.03       | 3         | Crystal Crisis           | Anakin und Obi Wan versuchen den Kyberkristall vor Grievous und den Waffenhändlern zu sichern, doch ihre Flucht gestaltet sich recht schwierig, da sie kein geeignetes Transportmittel für den Riesenkristall auftreiben können. Dies mündet in eine verzweifelte Jagd quer durch die Grasebene bis hin zum Flughafen von Utapau City.                                                  | 25. September 2014 (starwars.com) |
| 6.04       | 4         | The Big Bang             | Grievous schafft es, den Kyberkristall an sich zu bringen und ihn an Bord seines Schiffes schaffen zu lassen. Nun müssen Anakin und Obi Wan das Schiff entern, um den Kristall zu sichern, bevor er in die Hände der Separatisten gelangen kann. | 25. September 2014 (starwars.com) |